# Stanisław Remuszko
Stanisław Tadeusz Antoni Remuszko (ur. 30 stycznia 1948 w Warszawie, zm. 26 grudnia 2020 tamże) – polski dziennikarz, publicysta, socjometra.

## Życiorys
Po maturze zdanej w wieku 17 lat studiował bez powodzenia astronomię na Uniwersytecie Warszawskim, by ostatecznie w 1972 ukończyć nauczycielskie studia matematyczno-fizyczne na tej uczelni.
Następne dziesięć lat pracował jako dziennikarz – z początku w tygodniku „Zorza”, potem w gazecie „Słowo Powszechne”. W latach 1983–1989 zatrudniony był w charakterze kustosza w Głównym Urzędzie Statystycznym, publikował w prasie podziemnej pod kilkoma pseudonimami: Andrzej Piast, Ewa Bilińska, Ewa Rajska, J. Luty, Maciej Drzewiec, Mikołaj Białostocki, Redaktor, Referendarz, Sekretarka, Stanisław Major.

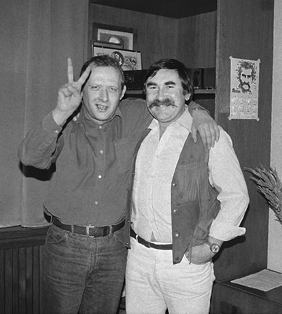
Stanisław Remuszko i Adam Michnik

Wiosną 1989 podjął pracę w powstającej „Gazecie Wyborczej”. Latem 1990 odszedł z zespołu, co motywował rozczarowaniem polityczną ewolucją pisma i postawą redakcji, co opisał w książce Gazeta Wyborcza. Początki i okolice (kalejdoskop), zawierającej jego opis początków tej gazety, zwłaszcza źródeł finansowania i przekształceń własnościowych. Książka ta była przywoływana, jako źródło wiedzy o początkach Gazety Wyborczej, w pracach dziennikarzy i polityków, m.in. Rafała Ziemkiewicza: Michnikowszczyzna. Zapis choroby i Roberta Kwiatkowskiego: Jaka piękna katastrofa..., a także była cytowana w publikacjach naukowych. W pracach naukowych wykorzystywano również artykuły Stanisława Remuszki, np. Minimum Socjalne w pracy Ewy Morawskiej i Podziemna filatelistyka w pracy Katarzyny Szychty.
Był twórcą i właścicielem Biura Badania Opinii Ulicznej „Sonda”. W latach 90. jako wolny strzelec publikował w wielu mediach, regularnie współpracując m.in. z „Czasem Krakowskim”, „Kurierem Polskim”, Radiem WAWa, „Tygodnikiem Solidarność”, „Nowym Państwem” i redakcją polską Szwedzkiego Radia.
Był pomysłodawcą i założycielem kilku rejestrowanych stowarzyszeń – między innymi Towarzystwa Poczty Podziemnej (zbieracze walorów filatelistycznych wydawanych nielegalnie w stanie wojennym), Towarzystwa Hobbitycznego (miłośnicy Tolkiena), Towarzystwa Amatorów Niektórej Twórczości Stanisława L. (Lema), Stowarzyszenia na rzecz Państwa Neutralnego Światopogladowo „Neutrum”.

## Publikacje
- Gazeta Wyborcza. Początki i okolice, Oficyna Rękodzieło, 1999, ISBN 83-913056-9-4; Oficyna Wydawnicza Volumen, wydanie drugie, 2003 ISBN 83-7233-091-3; Oficyna Rękodzieło, wydanie trzecie, 2006, ISBN 83-913056-8-6
- Kobiałka i inne opowieści sądowe, Oficyna Rękodzieło, 2005 ISBN 83-913056-7-8
- Wariacje obywatelskie, Oficyna Rękodzieło, 2008 ISBN 978-83-913056-6-9
- Świątynia Opatrzności Bożej, Oficyna Rękodzieło, 2009, ISBN 978-83-913056-5-2
- Czytadło podróżne, Oficyna Rękodzieło, 2015, ISBN 978-83-913056-4-3
- Proces, Oficyna Rękodzieło, 2016, ISBN 978-83-913056-2-1
- Moje Lemorum, Oficyna Rękodzieło, 2018, ISBN 978-83-932575-3-9
- Lem-Remuszko (korespondencja 1988–93), Oficyna Rękodzieło, 2019, ISBN 978-83-952517-7-1